# Alexander Roselaar
Alexander Roselaar (Zwolle, 20 december 1914 - 2002) was een Nederlandse jurist. Hij was vicevoorzitter van de Rechtbank Arnhem. Tijdens de Tweede Wereldoorlog was hij een van de twee vertegenwoordigers van de Joodsche Raad in Arnhem.

## Levensloop
Roselaar studeerde rechten in Amsterdam en wilde eigenlijk advocaat worden. In de advocatuur was in de crisisjaren weinig te halen. Hij besloot daarom in 1938 te solliciteren bij de gemeente Arnhem naar een baan voor docent staatsinrichting. Hij gaf twee jaar les aan de HBS-A aan het Willemsplein en twee meisjesscholen aan de Apeldoornseweg. In november 1940 werd hij op last van de Duitse bezetter ontslagen wegens zijn Joodse achtergrond. Zijn opvolger was Anne Vermeer, de latere Gelderse gedeputeerde. Vermeer ging nog in gesprek met Roselaar, omdat hij moeite had met de reden waarom de functie beschikbaar kwam, maar Roselaar vond dat hij gewoon les kon gaan geven.
In de herfst van 1941 werd Roselaar samen met Mozes Jacob Wolff (1879-1957) benoemd tot vertegenwoordiger van de Joodsche Raad in Arnhem. Meestal nam Wolff deel aan de vergaderingen van de raad in Amsterdam, soms gingen ze samen of verving Roselaar hem. Vanaf de zomer van 1941 was Roselaar ook rector van het Joods Lyceum dat speciaal was opgericht omdat Joodse leerlingen niet meer welkom waren in het reguliere onderwijs. De school werd in april 1943 opgeheven omdat de Duitsers besloten dat alle overgebleven Joden in onder andere Gelderland naar Kamp Vught moesten worden overgebracht.
Roselaar was er van overtuigd dat de Duitsers er op uit waren het Europese jodendom te vernietigen.  Op 9 april 1943 werden de laatste achtergebleven joden vanaf Station Arnhem overgebracht naar Vught. Roselaar liet daar zijn gezicht zien omdat hij vreesde dat het zou opvallen als hij afwezig was, maar in plaats van in de trein te stappen verliet hij het station weer. Hij dook onder bij een gescheiden vrouw en voormalig collega van de meisjesschool, te weten Clemence Simon van der Aa (1897-1986) die woonde aan de Jan Vethstraat. Na de oorlog trouwden Simon van der Aa en Roselaar. Later kwam Roselaar te weten dat de Arnhemse burgemeester Henri Bloemers tevergeefs geprobeerd had hem geplaatst te krijgen op de Barneveldlijst.
Roselaar zat bij Simon van der Aa ondergedoken tot aan de Slag om Arnhem in september 1944. Daarna moesten de bewoners de stad verlaten. Roselaar en Simon van der Aa vonden eerst onderdak bij het Kleine Loo in Apeldoorn. Uiteindelijk betrokken ze een vakantiehuisje op landgoed Welna tussen Epe en Nunspeet.
Na de oorlog werd Roselaar alsnog advocaat. Hij werd de compagnon van Mozes Jacob Wolff. Roselaar werd in 1965 rechter en in 1974 vicevoorzitter van de rechtbank van Arnhem. In 1985 ging hij met pensioen.

## Persoonlijk
Roselaar was lid van het Nederlands-Israëlitisch Kerkgenootschap, maar niet praktiserend.